# Red (Name)
Red ist der Familien- bzw. Künstlername folgender Personen:
- Alfred Beier-Red (1902–2001), deutscher Pressezeichner und Karikaturist
- Amazing Red (* 1982), puerto-ricanischer Wrestler
- Axelle Red (* 1968), belgische Komponistin, Autorin und Interpretin und Schauspielerin
- Conrad Red, Kirchenlieddichter
- Eric Red (* 1961), US-amerikanischer Regisseur und Drehbuchautor
- Louisiana Red (1932–2012), US-amerikanischer Bluesmusiker
- Marlon Red (* 1982), rumänische Bildende Künstlerin
- Rubén de la Red (* 1985), spanischer Fußballspieler
- Sexyy Red (* 1998), US-amerikanische Rapperin
- Sonny Red (1932–1981), US-amerikanischer Altsaxophonist des Hardbop

Red ist der Vor- bzw. Spitzname folgender Personen:
- Red Adair (1915–2004), US-amerikanischer Feuerwehrmann und Gründer des Unternehmens Red Adair
- Red Allen (1908–1967), US-amerikanischer Jazz-Trompeter
- Red Amick (1929–1995), US-amerikanischer Autorennfahrer
- Red Auerbach (1917–2006), US-amerikanischer Basketballtrainer
- Red Badgro (1902–1998), US-amerikanischer American-Football und Baseballspieler
- Red Berenson (* 1939), kanadischer Eishockeyspieler und -trainer
- Red Buttons (1919–2006), US-amerikanischer Schauspieler
- Red Byron (1915–1960), US-amerikanischer NASCAR-Rennfahrer
- Red Callender (1916–1992), US-amerikanischer Jazzbassist
- Red Cloud (1822–1909), militärischer und politischer Führer der Prärie-Indianer
- Red Dunn (1901–1957), US-amerikanischer American-Football-Spieler
- Red Faber (1888–1976), US-amerikanischer Baseballspieler
- Red Foley (1910–1968), US-amerikanischer Country-Sänger
- Red Garland (1923–1984), US-amerikanischer Jazz-Pianist
- Red Holzman (1920–1998), US-amerikanischer Basketballtrainer
- Red Jacket (um 1750–1830), ein indianischer Häuptling der Seneca und begabter Redner
- Red Kelly (Eishockeyspieler) (Leonard Patrick Kelly; 1927–2019), kanadischer Eishockeyspieler, -trainer und -funktionär
- Red Kelly (1927–2004), US-amerikanischer Jazz-Bassist, siehe Thomas Raymond Kelly
- Red Ken (* 1945), Oberbürgermeister von London
- Red McKenzie (1899–1948), US-amerikanischer Jazz-Musiker
- Red Mitchell (1927–1992), US-amerikanischer Jazz-Bassist
- Red Nichols (1905–1965), US-amerikanischer Jazzmusiker, Kornettist und Trompeter
- Red Norvo (1908–1999), US-amerikanischer Jazz-Vibraphonist
- Seymour „Red“ Press (1924–2022), US-amerikanischer Jazz- und Theatermusiker
- Red Rodney (1927–1994), US-amerikanischer Jazztrompeter
- Red Ruffing (1905–1986), US-amerikanischer Baseballspieler
- Red Simpson (1934–2016), US-amerikanischer Country-Sänger und Songwriter
- Red Skelton (1913–1997), US-amerikanischer Komiker, Schauspieler und Sänger
- Red Sleeves (1797–1863), Häuptling der Bedonkohe-Apachen
- Red Sleight (1907–1978), US-amerikanischer American-Football-Spieler
- Red Wierenga (* 1980), US-amerikanischer Jazzmusiker